# Nahorevo
Nahorevo är ett samhälle i Bosnien och Hercegovina.   Det ligger i entiteten Federationen Bosnien och Hercegovina, i den centrala delen av landet, 9 km nordost om huvudstaden Sarajevo. Nahorevo ligger 828 meter över havet och antalet invånare är 553.
Terrängen runt Nahorevo är lite bergig. Runt Nahorevo är det ganska tätbefolkat, med 93 invånare per kvadratkilometer.. Närmaste större samhälle är Sarajevo, 8,7 km sydväst om Nahorevo. 
Runt Nahorevo är det i huvudsak tätbebyggt.